# شیخ‌اوغلو (گوینوجک)
شیخ‌اوغلو (به ترکی استانبولی: Şeyhoğlu) یک منطقهٔ مسکونی در ترکیه است که در گوینوجک واقع شده‌است.